# 6B47頭盔
6B47（俄語：6Б47）是一款由俄羅斯Armokom公司（俄語：Армоком）生產的戰鬥頭盔，為勇士單兵作戰系統（俄語：Ратник）的一部份，並是俄軍目前裝備的主流頭盔。

## 特點

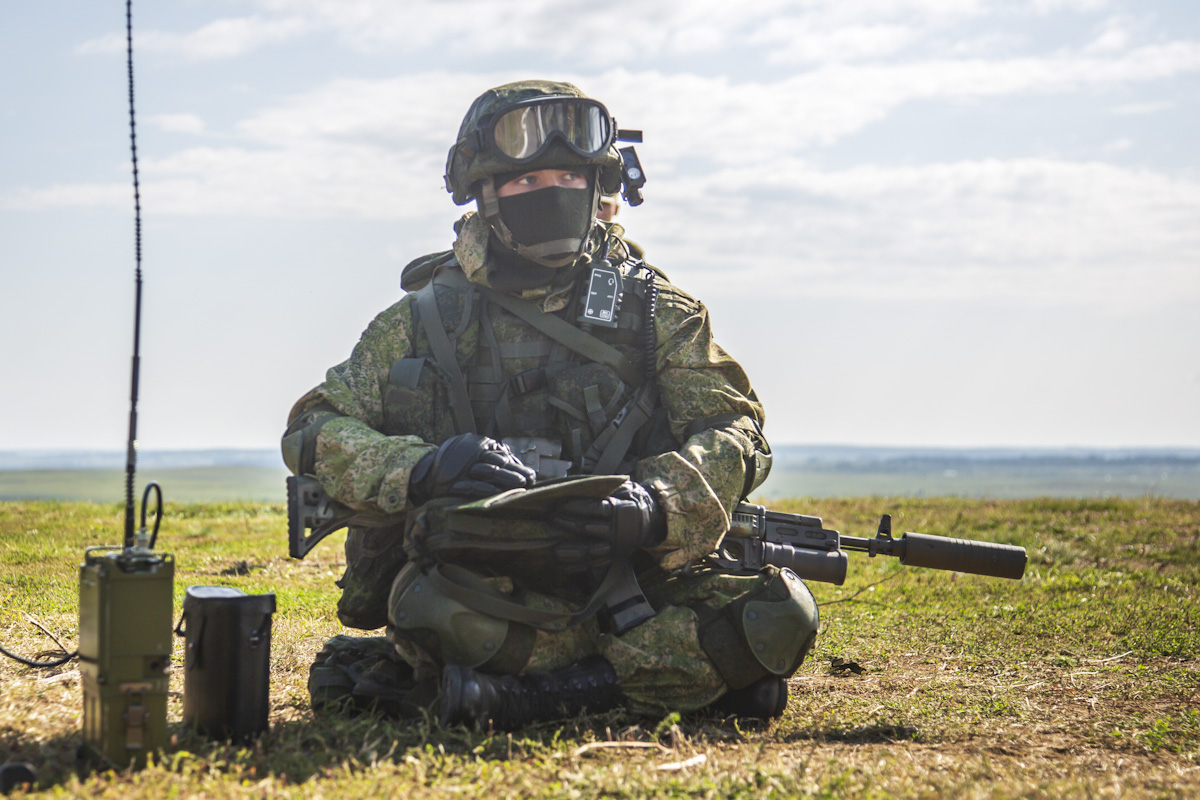
一名佩戴6B47頭盔的俄軍士兵，掛在頭盔上的護目鏡為6B50

6B47是6B7-1M及6B27頭盔的繼承者，與這些舊盔一樣，6B47也是一款凱夫拉頭盔，防彈效能與前兩者相同，但重量更輕，甚至可浮上水面。相比之前的俄製軍盔，6B47頭盔採用了模塊化設計。頭盔右邊設有的皮卡汀尼導軌可供使用者裝上電筒和識別燈等裝備。而正中央的固定座則可用於安裝夜視儀或攝像器材。除此之外，盔內還可容納俄軍公發的6M2通訊耳機。為了增加偽裝效果，該頭盔可對應多種不同顏色或迷彩塗裝的盔布。

## 品質問題
2022年俄羅斯入侵烏克蘭期間，有烏克蘭士兵對繳獲的被火燒過且破損的6B47頭盔進行壓力測試，以頭部撞擊和以拳頭敲打盔頂，結果整頂頭盔被完全毆爛。

## 使用國
- 白俄羅斯
  - 白俄羅斯共和國武裝力量（英语：Armed Forces of Belarus）
- 顿涅茨克人民共和国
- 卢甘斯克人民共和国
- 俄羅斯
  - 俄羅斯聯邦武裝力量
  - 俄羅斯聯邦國家近衛軍
- 叙利亚
  - 敘利亞阿拉伯武裝部隊
- 乌克兰—2022年烏俄戰爭期間大量繳獲，由部分烏克蘭士兵使用。

## 登場作品

### 電子遊戲
- 《戰術小隊》：由俄羅斯陸軍所使用。
- 《逃離塔科夫》：為玩家可裝備的其中一款頭盔，具備一定防禦效果。
- ：由巴可夫將軍屬下的俄軍部隊所使用，沒有實際防禦效果。

## 圖片

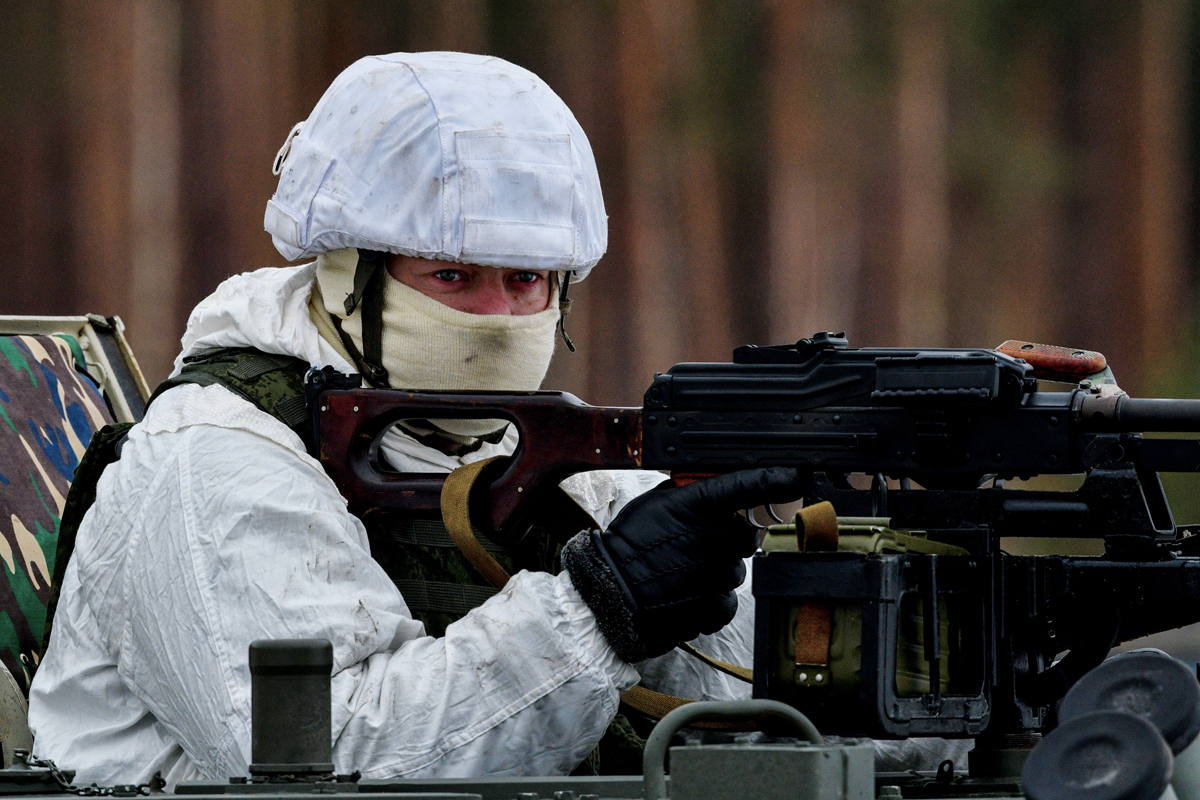
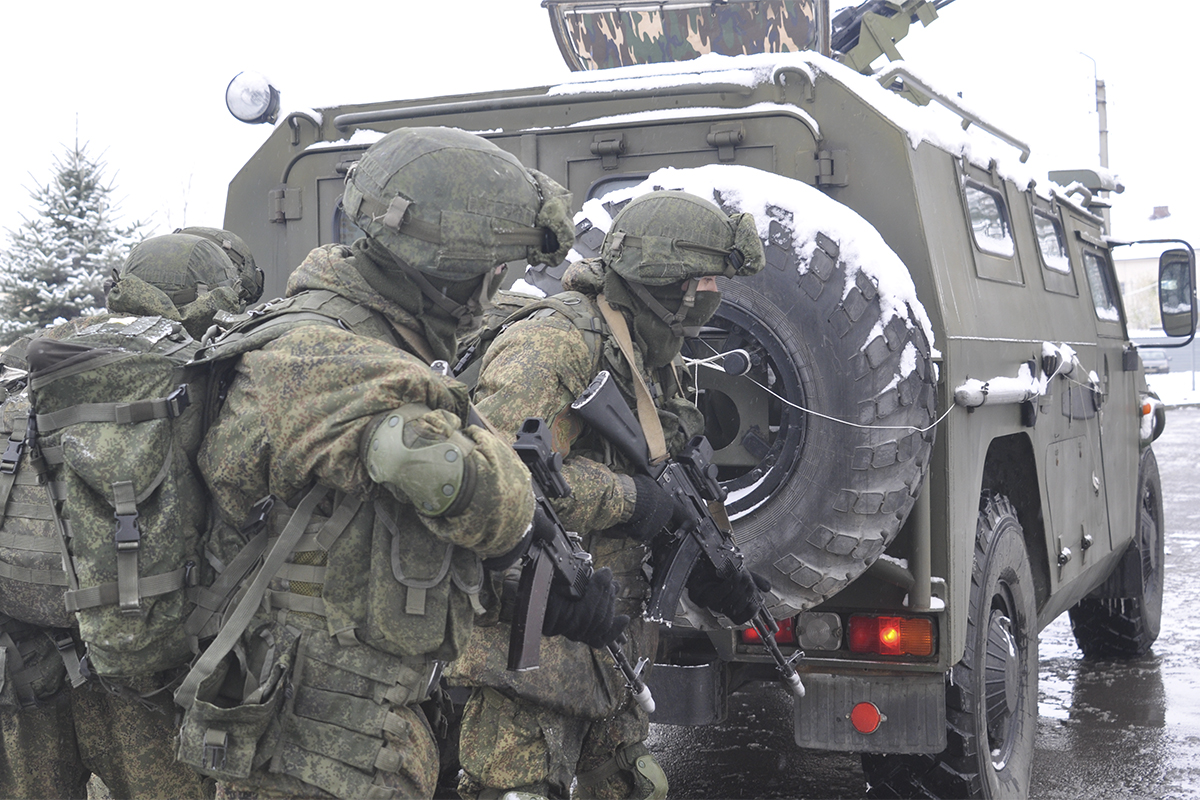
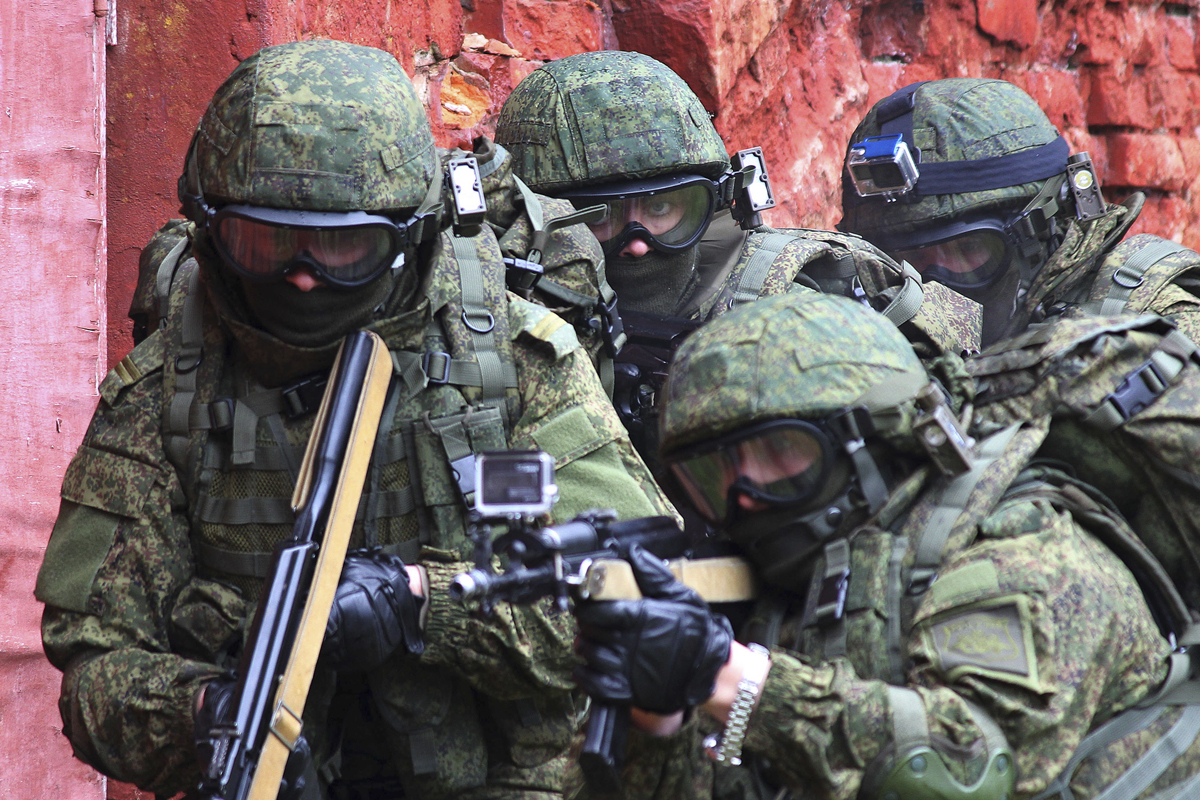
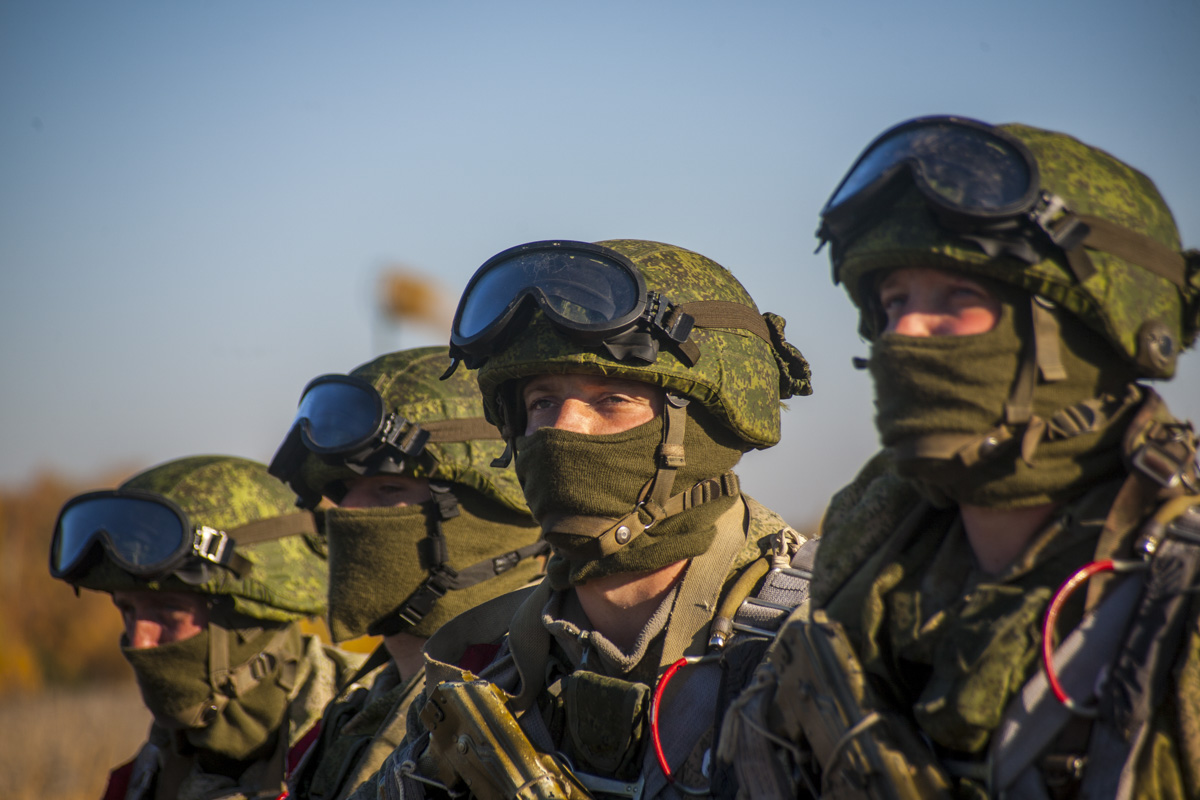